# Liste von Dateinamenserweiterungen/T
In dieser Liste sind übliche Dateinamenserweiterungen aufgelistet, die in einigen Betriebssystemen zur Unterscheidung von Dateiformaten verwendet werden. In anderen Betriebssystemen erfolgt die Dateitypenidentifikation hauptsächlich über den Dateivorspann und bei E-Mail-Anhängen hat der MIME-Type eine größere Bedeutung als die Dateinamenserweiterung. Systeme, die nach den beiden letztgenannten Vorgehensweisen verfahren, ignorieren die Erweiterung meist vollständig. 
| Dateinamenserweiterung | MIME-Typ                 | Vollständiger Name                                   | Bemerkungen, Verwendung |
| ---------------------- | ------------------------ | ---------------------------------------------------- | --- |
| .t64                   |                          | Tape(image) 64                                       | Datenträgerabbild eines Magnetbandes für C 64-Emulator (z. B. ccs64) |
| .t65                   |                          | Pagemaker 6.5 Template                               | Vorlagedatei für Adobe Pagemaker 6.5 |
| .tao                   |                          | Track At Once                                        | Image eines CD Tracks |
| .tar                   | application/x-tar        | Tape Archiver                                        | Dateiarchiv |
| .tat                   |                          | TexASS                                               | Textdokument |
| .tbf                   |                          | Tajima binary format                                 | Erweitertes Stickmaschinenformat für Tajima Stickmaschinen |
| .tbk                   |                          | The Bat! E-Mail-Sicherungsdatei                      | Sicherungsdatei |
| .tbu                   |                          | PASSOLO-Übersetzungspaket                            | Unicode |
| .tbulic11              |                          | PASSOLO-Übersetzungspaket                            | Unicode, lizenziert für Version 2011 |
| .tbz2                  | application/x-bzip2      | .tar.bz2                                             | mit Bzip2 komprimiertes tar-Dateiarchiv |
| .tc                    |                          | TrueCrypt verschlüsselte Datei                       | Verschlüsselter Dateicontainer |
| .tc                    |                          | Tellico-Datei                                        | Sammlungsverwaltung unter Linux |
| .tcr                   |                          | E-Book-Format                                        | ursprünglich entwickelt für die Psion 3-Serie |
| .tct                   |                          | TurboCAD Template                                    | Vorlage für TurboCad Zeichnung |
| .tcw                   |                          | TurboCAD für Windows                                 | TurboCad Datei für Vektorgrafiken |
| .ter                   |                          | Terrain                                              | Terraindatei für Terragen |
| .tex                   | application/x-tex        | TeX-Source LaTeX-Source                              | Textdokument im TeX-Quelltext Textdokument im LaTeX-Quelltext |
| .texi                  | application/x-texinfo    | Texinfo-Quelltext                                    | Quelltext des Texinfo-Dokumentationssystems |
| .text                  | text/plain               | Textdatei                                            | Siehe: *.txt (wird auch mit dem Editor geöffnet)! |
| *.tf8                  |                          | 8-byte TIFF/TIF (BigTIFF- = BigTIF-Datei)            | Vgl.: *.btf (= BigTIF[F]) sowie *.tif = *.tiff! |
| .tff                   |                          | TansForm Formular                                    | Selbstausführendes Formular |
| .tfm                   |                          | TeX Font Metric Tagged Font Metric                   | Enthält Informationen über die Dickte der Glyphen und Ligaturen, wird von TeX und Groff benutzt Anderes Fontmetrik-Format, inkompatibel zum Format von TeX                                                        |
| .tfw                   |                          | Tiff-World-File                                      | ASCII-Datei, die Geo-Informationen zu einer Tiff-Datei enthält, wenn diese nicht wie bei GeoTIFF im Header der Datei gespeichert ist.                                                                             |
| .tg                    |                          | TuxGuitar-Datei                                      | Dateieigene Endung (Guitar Pro ähnlich) |
| .tga                   |                          | TrueVision Targa                                     | Bilddatei |
| .tgc                   |                          | Terragen 2 Clipdatei                                 | Es enthält einen Teil von Einstellungen, die zuvor im Node-System ausgewählt wurden. |
| .tgd                   |                          | Terragen 2 Datei                                     | Projektdatei von Terragen 2 |
| .tgs                   |                          | Telegram-Sticker                                     | Datei eines animierten Telegram-Stickers |
| .tgw                   |                          | Terragen World-File                                  | In dieser Datei werden alle Einstellungen von Terragen abgespeichert. |
| .tgz                   | application/gzip         | .tar.gz                                              | mit Gzip komprimiertes tar-Dateiarchiv |
| .theme                 |                          | Theme                                                | SuperKaramba-Theme |
| .themepack             |                          | Windows-Themenpaketdatei                             | Designsdatei für den Desktop unter Windows 7, Windows 8 |
| .thm                   |                          | Thumbnail                                            | Vorschaubild einiger Digitalkameras, zumeist im JPEG-Format; es speichert Exif-Informationen zu einem aufgenommenen Video. OpenOffice.org 1.1 Konfigurationsdatei; Designdatei für SonyEricsson-Handys            |
| .thmx                  |                          | Windows-Themenpaketdatei                             | Designs (Stile, Farben, Schriften und Formatierungen) für Microsoft Office ab Version 2007 |
| .tib                   |                          | True Image                                           | Image-Format von Acronis True Image |
| .tif .tiff             | image/tiff, image/x-tiff | Tagged Image File Format                             | universelles, Pixelbild-Format |
| .tja                   |                          | parasoft                                             | Practical Unit Testing for Embedded Systems Parasoft |
| .tlb                   |                          | Type Library                                         | COM- oder DCOM-Typbibliothek mit Informationen zu Eigenschaften und Methoden eines Objekts |
| .tmd                   |                          | TextMaker-Dokument                                   | Textverarbeitung TextMaker |
| .tmdx                  |                          | TextMaker-Dokument (TextMaker 2018 und höher)        | Textverarbeitung TextMaker |
| .tmv                   |                          | TextMaker-Dokumentvorlage                            | Textverarbeitung TextMaker |
| .tmvx                  |                          | TextMaker-Dokumentvorlage (TextMaker 2018 und höher) | Textverarbeitung TextMaker |
| .tmp                   |                          | Temporäre Datei                                      | Dateifragment |
| .tmpl                  |                          | Template                                             | Vorlagendatei für verschiedene Anwendungen |
| .tmw                   |                          | Translation Memory                                   | Translation Memory Datei von Trados Translator’s Workbench (proprietär) |
| .tmx                   |                          | Translation Memory eXchange                          | Datei zum Austausch von Translation Memories |
| .toc                   |                          | Table of Contents                                    | TeX / LaTeX |
| .torrent               |                          | Torrent                                              | BitTorrent-Datei, Peer-to-Peer-Dateiverknüpfung |
| .tos                   |                          | Tramiel Operating System                             | Ausführbare Programmdatei auf Atari-ST-Computern und Kompatiblen |
| .tpf                   |                          | ThinPrint File                                       | Druckdatei im EMF-Format |
| .tpl                   |                          | Preps Template                                       | |
| .tps                   |                          | Topspeed Data File                                   | Clarion-for-Windows-Datenbankdatei |
| .tpu                   |                          | Turbo Pascal Unit                                    | Programmbibliothek von Turbo Pascal |
| .tqd                   |                          | Torq Datei                                           | Eine Programmdatei von der Software Torq von M-Audio |
| .trc                   |                          | Trace Log                                            | Fabasoft Components Trace Log |
| .trj                   |                          | TRajectory                                           | Trajektorien in diversen Spezialprogrammen z. B. der Chemie und Biochemie sowie in Verkehrssimulationen (AIMSUN, VISSIM, TEXAS und Paramics)                                                                      |
| .trk                   |                          | Tracklog file                                        | GPS-Track in PCX5 format |
| .truhe                 |                          | tansCrypt Truhe                                      | Mit TansCrypt verschlüsselte Truhe. |
| .ts                    |                          | Transport Stream                                     | Format für Multimediatransport über unsichere Verbindungen wie z. B. von TV-Satelliten zur Empfangsanlage, häufig mit dem Codec MPEG datenreduziert; Videoaufzeichnungen von Festplattenrecordern; siehe auch .ps |
| .ts                    |                          | TypeScript                                           | TypeScript Source-File |
| .ts4                   |                          | Transport Stream                                     | wie .ts, allerdings für MPEG-4 |
| .tsc                   |                          | ThouVis Schraffur                                    | Dateiformat für 2D-CAD-Schraffuren, erstellt mit dem Programm ThouVis (ab der Version 4.0) für das programmeigene Schraffurkatalog.                                                                               |
| .tsp                   |                          | TAPI Service Provider                                | Herstellerspezifischer TAPI-Treiber (Windows) |
| .tsk                   |                          | Task                                                 | Abarbeitungsfähiges Programm unter RSX11 |
| .tsv                   |                          | Tab-Separated Values                                 | Textdatei, Tabelle |
| .ttc                   |                          | TrueType Collection                                  | Eine Datei, die mehrere Schriften im TrueType Format enthält. Die enthaltenen Schriftzeichen können teilweise oder komplett auch von mehreren der enthaltenen Schriften gemeinsam genutzt werden.                 |
| .ttf                   |                          | TrueType Font                                        | TrueType ist ein Vektorgrafisches Format für Schriftschnitte. |
| .ttp                   |                          | TOS Takes Parameters                                 | Kommandozeilenprogramm des Atari ST, das Parameter auswertet |
| .ttx                   |                          | Bilinguale Übersetzungsdatei                         | Speicherformat für Übersetzungen des SDL Trados Tageditor (intern als unicode XML Datei kodiert) |
| .tvb                   |                          | ThouVis Bemaßungseinstellung                         | Dateiformat für 2D-CAD-Bemaßungseinstellungen, erstellt mit dem Programm ThouVis für die programmeigene Bemaßungseinstellungen (Parametern).                                                                      |
| .tvm                   |                          | ThouVis Menüstruktur                                 | Dateiformat für 2D-CAD-Menüstruktur, erstellt mit dem Programm ThouVis für die programmeigene zusätzliche Menüfunktionen.                                                                                         |
| .tvp                   |                          | ThouVis Farb- Palette                                | Dateiformat für 2D-CAD-Farbpalette, erstellt mit dem Programm ThouVis für die programmeigene Abspeicherung und Aufruf von Farbpaletten, die die vom User definierte Zeichenfarben enthalten.                      |
| .tvs                   |                          | ThouVis Symbol                                       | Dateiformat für 2D-CAD-Symbole, erstellt mit dem Programm ThouVis für den programmeigenen Symbolkatalog. |
| .tvz                   |                          | ThouVis Zeichnung                                    | Dateiformat für 2D-CAD-Zeichnungen erstellt mit dem Programm ThouVis. |
| .twa                   |                          | Absatzformat-Datei                                   | Tempus Word Absatzformat-Datei |
| .twd                   |                          | Tempus Word-Dokument                                 | Tempus Word Textdokument |
| .tws                   |                          | Vorlagendokument                                     | Tempus Word Vorlagendokument |
| .txt                   | text/plain               | Text                                                 | Einfacher Text |
| .txt                   |                          | MS-Word Text                                         | Microsoft Word 5 für DOS-Textdatei |
| .txy                   |                          |                                                      | StarMoney Archivierter Report (Windows) |
| .txz                   | application/x-xz         | .tar.xz                                              | mit xz komprimiertes tar-Dateiarchiv |